# Vlekkeelmeestimalia
De vlekkeelmeestimalia (Yuhina gularis) is een een zangvogel uit de familie Zosteropidae (brilvogels), die voorkomt in het Oriëntaals gebied.

## Kenmerken
De vlekkeelmeestimalia is 15 cm lang. De vogel is overwegend rood- tot grijsbruin gekleurd. Kenmerkend voor deze vogel is de lichte keelvlek met daarin weer kleine donkere streepjes. Verder heeft hij een opvallende kuif en is niet zo licht van onder als andere Yuhina-soorten, maar is licht roodbruin op de buik. Op de donkere vleugels is een licht oker gekleurde band.

## Verspreiding en leefgebied
Deze soort komt voor van de Himalaya tot Vietnam en telt vier ondersoorten:
- Y.g. vivax: westelijke Himalaya.
- Y.g. gularis: van de centrale Himalayage tot noordelijk Indochina.
- Y.g. omeiensis: centraal en zuidelijk China.
- Y.g. uthaii: centraal Vietnam.

De vlekkeelmeestimalia komt voor in altijd groenblijvende montane bossen van 400 tot 3800 m boven de zeespiegel.

## Status
De vlekkeelmeestimalia heeft een ruim verspreidingsgebied en daardoor is de kans op de status kwetsbaar (voor uitsterven) gering. De grootte van de populatie is niet gekwantificeerd. In Nepal en Bhutan is de vogel nog algemeen, maar waarschijnlijk gaan elders door versnippering van het leefgebied de aantallen achteruit. Echter, het tempo ligt onder de 30% in tien jaar (minder dan 3,5% per jaar). Om deze redenen staat deze meestimalia als niet bedreigd op de Rode Lijst van de IUCN.